# Sorghastrum stipoides
Sorghastrum stipoides är en gräsart som först beskrevs av Carl Sigismund Kunth, och fick sitt nu gällande namn av George Valentine Nash. Sorghastrum stipoides ingår i släktet Sorghastrum och familjen gräs. Inga underarter finns listade i Catalogue of Life.